# Magnus av Oderzo

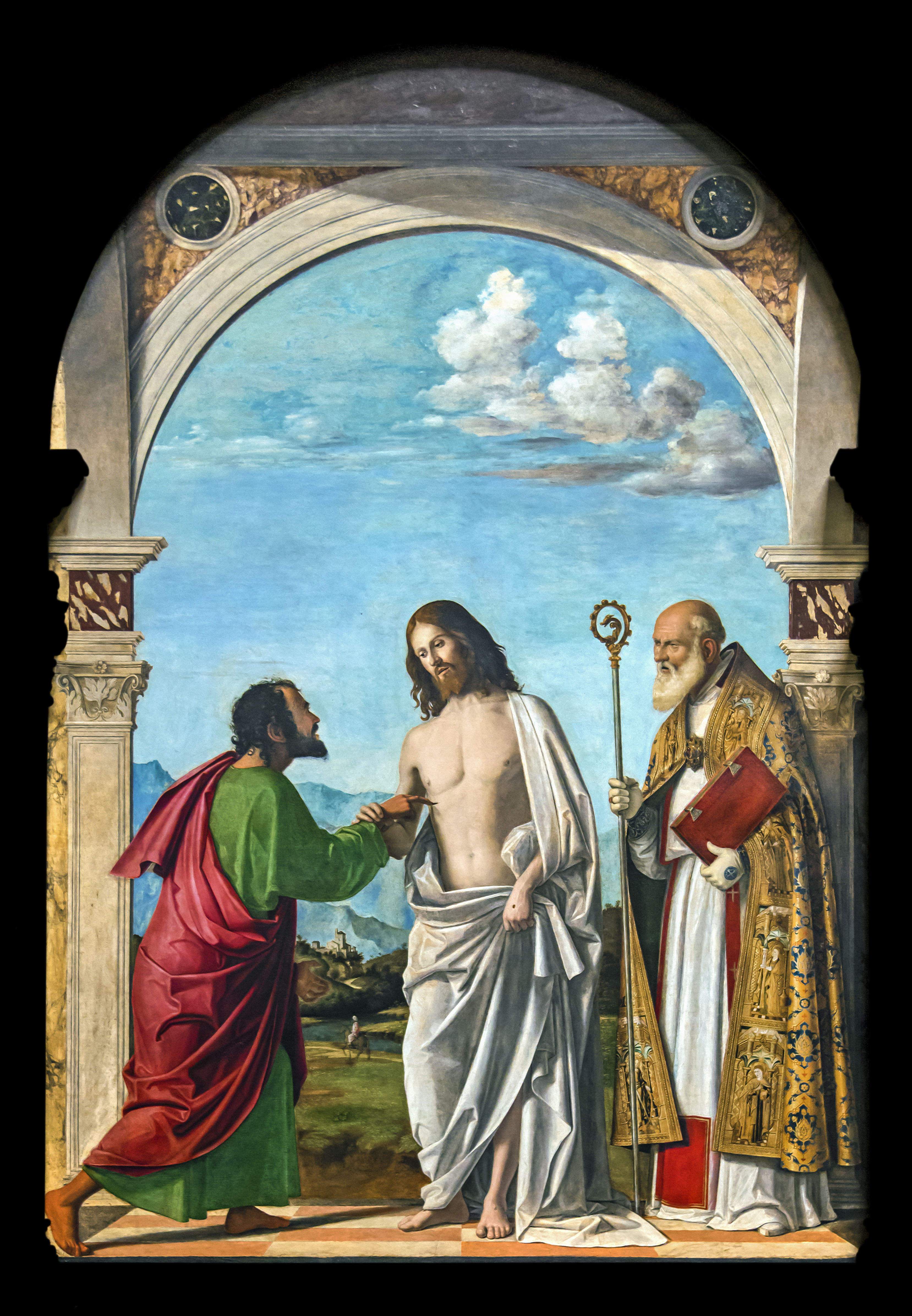
Tomas tvivlaren och biskop Magno di Oderzo. Målning av Cima da Conegliano.

Magnus från Oderzo (italienska Magno di Oderzo) är ett italienskt helgon. Han var biskop i Oderzo och grundade ett antal kyrkor i Venedig: Angelo Raffaele, Chiesa di San Salvador, San Pietro di Castello, Santa Guistina, San Giovanni in Bragora, Santa Maria Formosa, San Zaccaria och Santi Apostoli.
Magnus dog 670 och begravdes i kyrkan San Geremia i Venedig.